# بوتوورا
بوتوورا (به پرتغالی: Botuverá) یک منطقهٔ مسکونی در برزیل است که در سانتا کاتارینا واقع شده‌است. بوتوورا ۵٬۳۲۲ نفر جمعیت دارد.